# Black Athena
Black Athena: The Afroasiatic Roots of Classical Civilization é um livro controverso de Martin Bernal que propõe a hipótese alternativa sobre as origens da Grécia antiga e da civilização clássica. É composto por três volumes publicados pela primeira vez em 1987, 1991 e 2006, respectivamente. A tese de Bernal discute a percepção da Grécia antiga em relação aos seus vizinhos africanos e asiáticos, especialmente os antigos egípcios e fenícios que, segundo ele, colonizaram a Grécia antiga. Bernal propõe que uma mudança na percepção ocidental da Grécia ocorreu a partir do século XVIII e que essa mudança promoveu uma negação subsequente pela academia ocidental de qualquer influência africana e fenícia significativa na civilização grega antiga.
Black Athena tem sido fortemente criticado por acadêmicos. Eles frequentemente destacam o fato de que não há evidências arqueológicas de antigas colônias egípcias na Grécia continental ou nas ilhas do Mar Egeu. Revisões acadêmicas do trabalho de Bernal geralmente rejeitam sua forte dependência da mitologia grega antiga, afirmações especulativas e manuseio de dados arqueológicos, linguísticos e históricos. O livro também foi acusado de que, ao reabrir o discurso do século XIX sobre raça e origens, tornou-se parte do problema do racismo e não da solução que seu autor havia imaginado. O próprio Bernal foi acusado de ter motivos políticos e colocar a Grécia da Idade do Bronze em uma guerra acadêmica contra a civilização ocidental.

## Tese

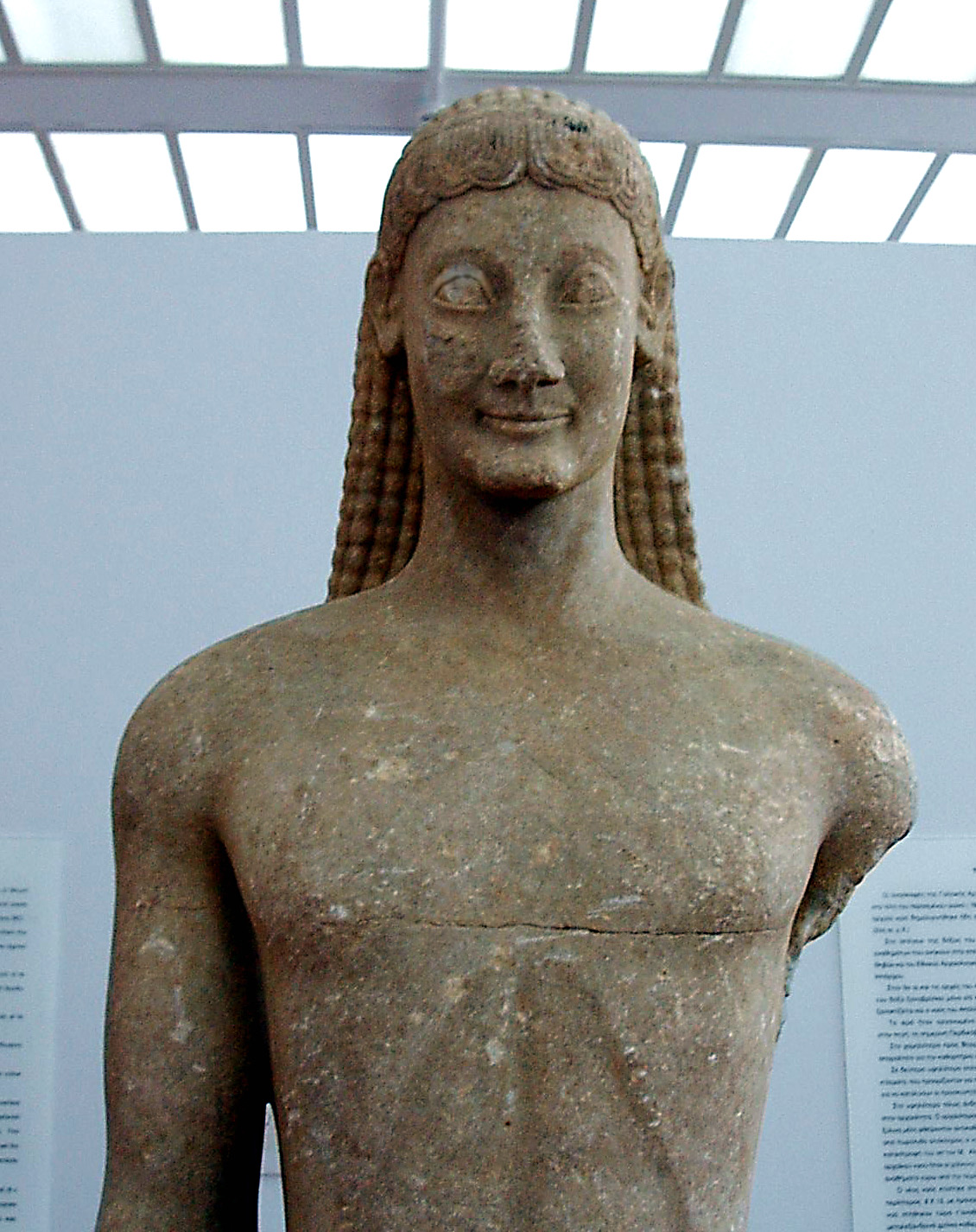
Um Kouros grego arcaico de Tebas no chamado estilo orientalizante.

### Ideologias da erudição clássica
O primeiro volume de Black Athena descreve em detalhes os pontos de vista de Bernal sobre como o modelo antigo, que reconhecia as influências egípcias e fenícias na Grécia, foi atacado durante os séculos XVIII e XIX. Bernal concentra-se em quatro forças inter-relacionadas: a reação cristã, a ideia de progresso, o racismo e o helenismo romântico.

## Recepção

### Crítica
De acordo com Christina Riggs, Black Athena foi abraçada por afrocentristas e pelos estudos pós-coloniais, mesmo quando a arqueologia, a egiptologia e os estudos clássicos rejeitaram muitas das evidências de Bernal e, implícita ou explicitamente, sua tese central.
Não há evidências arqueológicas que indiquem claramente a colonização que Bernal sugere. Ele mesmo diz: “Aqui, novamente, deve-se deixar claro que, como acontece com as evidências arqueológicas, não há armas fumegantes. Não há documentos contemporâneos do tipo 'X o egípcio/fenício chegou a este lugar na Grécia e estabeleceu uma cidade/reino aqui', confirmando explicitamente o Modelo Antigo. Nem, aliás, há outros que o neguem”. Bernal também dedica Black Athena a V. Gordon Childe e seu livro cai no paradigma ultrapassado de Childe de arqueologia histórico-cultural. Michael Shanks criticou essa abordagem desatualizada da arqueologia.
Paul Oskar Kristeller, escrevendo no Journal of the History of Ideas, afirma que o trabalho de Bernal está cheio de erros grosseiros e que não recebeu as críticas que merece por razões políticas.
Os estudiosos também criticaram o fato de Bernal falar de um povo grego antigo unificado e falar de "nacionalismo helênico" e "orgulho nacional" no século V a.C., que não tem nenhum respaldo histórico, pois os gregos não foram unificados até o período helenístico e as tensões entre diferentes pólis eram às vezes tão grandes que se transformavam em guerras como a Guerra do Peloponeso.
O livro também gerou um debate na comunidade acadêmica. Enquanto alguns autores afirmam que os estudos sobre a origem da civilização grega foram manchados pelo racismo do século XIX, muitos criticaram Bernal pelo que eles percebem ser a natureza especulativa de sua hipótese, tratamento não sistemático e linguisticamente incompetente de etimologias e um tratamento ingênuo do mito antigo e da historiografia. As afirmações feitas em Black Athena foram fortemente questionadas, inter alia, em Black Athena Revisited (1996), uma coleção de ensaios editados por Mary Lefkowitz e seu colega Guy MacLean Rogers.
Os críticos expressam suas dúvidas mais fortes sobre a abordagem de Bernal à linguagem e derivações de palavras (etimologias). O egiptólogo John D. Ray acusou o trabalho de Bernal de ter um viés de confirmação. Edith Hall compara a tese de Bernal ao mito dos deuses do Olimpo sobrepujando os Titãs e Gigantes, que já foi pensado como uma lembrança histórica do Homo sapiens assumindo o lugar do homem de Neanderthal. Ela afirma que essa abordagem histórica do mito pertence firmemente ao século XIX.
Outros estudiosos contestaram a falta de evidências arqueológicas para a tese de Bernal. O egiptólogo James Weinstein aponta que há muita pouca evidência de que os antigos egípcios eram um povo colonizador no terceiro milênio e segundo milênio aC. Além disso, não há evidências de colônias egípcias de qualquer tipo no mundo Egeu. Weinstein acusa Bernal de confiar principalmente em suas interpretações dos mitos gregos, bem como interpretações distorcidas dos dados arqueológicos e históricos.